# Marvin Zeegelaar
Marvin Romeo Zeegelaar (Amsterdam, 12 agosto 1990) è un calciatore olandese, difensore o centrocampista svincolato.

## Carriera

### Club
Dal 2008 passa alla prima squadra dell'Ajax, con il quale debutta l'anno successivo. Il 20 agosto 2009 debutta in Europa League, nella vittoria casalinga per 5-0 sullo Slovan Bratislava.
Il 25 gennaio 2011 passa in prestito all'Excelsior dove gioca 12 partite di campionato e 4 di spareggio play-out. Il 16 giugno viene acquistato dall'Espanyol con cui firma un contratto quadriennale, assegnato alla squadra "B".
Nel 2012, Zeegelaar è entrato a far parte della Süper Lig turca, nelle file dell'Elazığspor. Nel settembre dell'anno successivo si è trasferito a Blackpool nel campionato in prestito.
Nell'estate del 2014, Zeegelaar ha firmato un contratto di due anni con Rio Ave F.C. dalla Primeira Liga portoghese. Ha debuttato nella competizione il 21 settembre, giocando la seconda metà della sconfitta interna per 1–2 contro l'F.C. Arouca, ha concluso la sua prima stagione con 25 partite e un gol, contribuendo al decimo posto finale.
Sei mesi prima che diventare un Free agent, il Rio Ave ha accettato l'offerta dello Sporting Lisbona di 400000 € nel novembre 2015, e Zeegelaar ha firmato un contratto della durata di tre anni e mezzo che è diventato effettivo nella finestra di trasferimento successiva, con una clausola rescissoria di 45 milioni di €.. Nella sua unica stagione completa, ha collezionato 26 presenze in tutte le competizioni, contribuendo a raggiungere il terzo posto finale, lottando per la posizione con il brasiliano Jefferson Nascimento.

#### Udinese e Watford
Nel 2017 viene ingaggiato dalla squadra inglese del Watford, la quale milita in Premier League, per 3 milioni di euro. Il 10 gennaio 2019, dopo sole 13 presenze collezionate in tutto in un anno e mezzo, viene ceduto in prestito all’Udinese.
Debutta coi bianconeri il 26 gennaio 2019 nel match perso 4-0 sul campo della Sampdoria valevole per la 21ª giornata di campionato, subentrando al 77º minuto a Nicholas Opoku.
Gioca complessivamente 11 partite con i friulani, prima di fare ritorno al Watford; tuttavia non gioca nessuna partita in Inghilterra e il 24 gennaio 2020 fa ritorno (questa volta a titolo definitivo) all'Udinese.
Segna il suo primo goal in Serie A il 3 gennaio 2021, in occasione del match perso 4-1 fuori casa contro la Juventus.
Dopo essere rimasto svincolato, il 7 marzo 2023 Zeegelaar viene nuovamente tesserato dall’Udinese, con cui firma un contratto valido fino al termine della stagione. Il 27 maggio ritrova anche il gol dopo oltre due anni, nella partita persa per 3-2 in casa della Salernitana.

### Nazionale
Nel novembre 2016 il ct Danny Blind lo convoca per le sfide valide per il mondiale 2018 contro Belgio e Lussemburgo rimanendo tuttavia in panchina per entrambi i match.

## Statistiche

### Presenze e reti nei club
Statistiche aggiornate al 27 maggio 2023.
| Stagione                | Squadra                 | Campionato              | Campionato | Campionato | Coppe nazionali | Coppe nazionali | Coppe nazionali | Coppe continentali | Coppe continentali | Coppe continentali | Altre coppe | Altre coppe | Altre coppe | Totale | Totale |
| Stagione                | Squadra                 | Comp                    | Pres       | Reti       | Comp            | Pres            | Reti            | Comp               | Pres               | Reti               | Comp        | Pres        | Reti        | Pres   | Reti   |
| ----------------------- | ----------------------- | ----------------------- | ---------- | ---------- | --------------- | --------------- | --------------- | ------------------ | ------------------ | ------------------ | ----------- | ----------- | ----------- | ------ | ------ |
| 2009-2010               | Jong Ajax               | -                       | -          | -          | CO              | 1               | 0               | -                  | -                  | -                  | -           | -           | -           | 1      | 0      |
| 2008-2009               | Ajax                    | ED                      | 0          | 0          | CO              | 1               | 0               | CU                 | 0                  | 0                  | -           | -           | -           | 1      | 0      |
| 2009-2010               | Ajax                    | ED                      | 2          | 0          | CO              | 0               | 0               | UEL                | 1                  | 0                  | -           | -           | -           | 3      | 0      |
| ago.-dec. 2010          | Ajax                    | ED                      | 2          | 0          | CO              | 0               | 0               | UCL                | 0                  | 0                  | SO          | 0           | 0           | 2      | 0      |
| Totale Ajax             | Totale Ajax             | Totale Ajax             | 4          | 0          |                 | 1               | 0               |                    | 1                  | 0                  |             | 0           | 0           | 6      | 0      |
| gen.-giu. 2011          | Excelsior Rotterdam     | ED                      | 12+4       | 0          | CO              | -               | -               | -                  | -                  | -                  | -           | -           | -           | 16     | 0      |
| 2011-2012               | Espanyol B              | TD                      | 5          | 0          | -               | -               | -               | -                  | -                  | -                  | -           | -           | -           | 5      | 0      |
| 2012-2013               | Elazığspor              | SL                      | 19         | 0          | TK              | 2               | 0               | -                  | -                  | -                  | -           | -           | -           | 21     | 0      |
| set.-dic. 2013          | Blackpool               | FLC                     | 2          | 0          | FACup+CdL       | 0               | 0               | -                  | -                  | -                  | -           | -           | -           | 2      | 0      |
| gen.-mag. 2014          | Elazığspor              | SL                      | 15         | 0          | TK              | 3               | 0               | -                  | -                  | -                  | -           | -           | -           | 18     | 0      |
| Totale Elazığspor       | Totale Elazığspor       | Totale Elazığspor       | 34         | 0          |                 | 5               | 0               |                    | -                  | -                  |             | -           | -           | 39     | 0      |
| 2014-2015               | Rio Ave                 | PL                      | 25         | 1          | CP+CdL          | 6+6             | 0               | UEL                | 0                  | 0                  | SP          | 0           | 0           | 37     | 1      |
| ago.-dic. 2015          | Rio Ave                 | PL                      | 12         | 3          | CP+CdL          | 3+1             | 0               | -                  | -                  | -                  | -           | -           | -           | 16     | 3      |
| Totale Rio Ave          | Totale Rio Ave          | Totale Rio Ave          | 37         | 4          |                 | 16              | 0               |                    | 0                  | 0                  |             | 0           | 0           | 53     | 4      |
| gen.-giu. 2016          | Sporting Lisbona        | PL                      | 11         | 0          | CP+CdL          | 0+2             | 0+1             | UEL                | 0                  | 0                  | -           | -           | -           | 13     | 1      |
| 2016-2017               | Sporting Lisbona        | PL                      | 20         | 0          | CP+CdL          | 1+0             | 0               | UCL                | 5                  | 0                  | -           | -           | -           | 26     | 0      |
| Totale Sporting Lisbona | Totale Sporting Lisbona | Totale Sporting Lisbona | 31         | 0          |                 | 3               | 1               |                    | 5                  | 0                  |             | -           | -           | 39     | 1      |
| 2017-2018               | Watford                 | PL                      | 12         | 0          | FACup+CdL       | 1+0             | 0               | -                  | -                  | -                  | -           | -           | -           | 13     | 0      |
| 2018-gen. 2019          | Watford                 | PL                      | 0          | 0          | FACup+CdL       | 0               | 0               | -                  | -                  | -                  | -           | -           | -           | 0      | 0      |
| gen.-giu. 2019          | Udinese                 | A                       | 12         | 0          | CI              | -               | -               | -                  | -                  | -                  | -           | -           | -           | 12     | 0      |
| 2019-gen. 2020          | Watford                 | PL                      | 0          | 0          | FACup+CdL       | 0               | 0               | -                  | -                  | -                  | -           | -           | -           | 0      | 0      |
| Totale Watford          | Totale Watford          | Totale Watford          | 12         | 0          |                 | 1               | 0               |                    | -                  | -                  |             | -           | -           | 13     | 0      |
| gen.-ago. 2020          | Udinese                 | A                       | 13         | 0          | CI              | -               | -               | -                  | -                  | -                  | -           | -           | -           | 13     | 0      |
| 2020-2021               | Udinese                 | A                       | 24         | 1          | CI              | 1               | 0               | -                  | -                  | -                  | -           | -           | -           | 22     | 1      |
| 2021-2022               | Udinese                 | A                       | 14         | 0          | CI              | 2               | 0               | -                  | -                  | -                  | -           | -           | -           | 16     | 0      |
| mar.-giu. 2023          | Udinese                 | A                       | 7          | 1          | CI              | -               | -               | -                  | -                  | -                  | -           | -           | -           | 7      | 1      |
| Totale Udinese          | Totale Udinese          | Totale Udinese          | 70         | 2          |                 | 3               | 0               |                    | -                  | -                  |             | -           | -           | 73     | 2      |
| Totale Carriera         | Totale Carriera         | Totale Carriera         | 207+4      | 6          |                 | 30              | 1               |                    | 6                  | 0                  |             | 0           | 0           | 247    | 7      |

## Palmarès

### Club

#### Competizioni nazionali
- Campionato olandese: 1

Ajax: 2010-2011